# 鄱阳湖平原

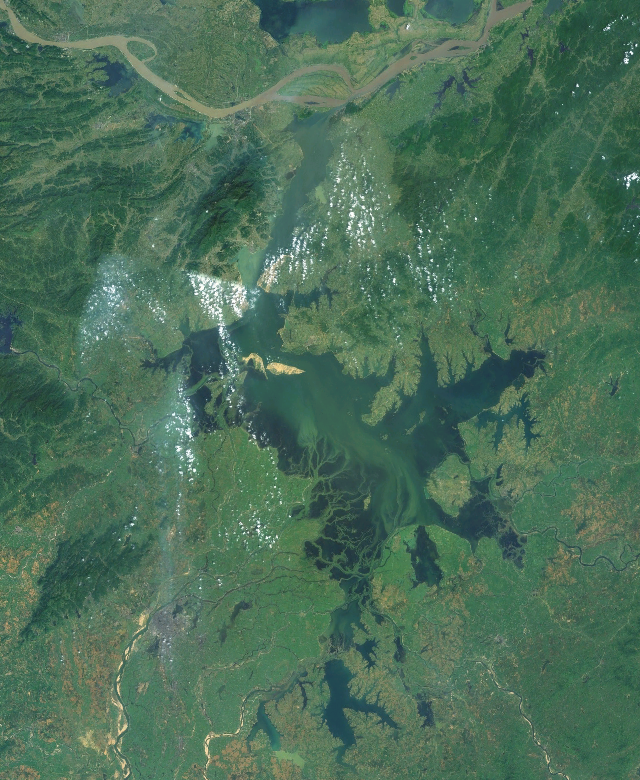
鄱阳湖平原卫星图像

鄱阳湖平原位于中国江西省，是以鄱阳湖为中心，由鄱阳湖水系（赣江、抚河、信江、修水、鄱江等）冲积而形成的冲积平原。是长江中下游平原的一部分。大致包括湖口、都昌、鄱阳、余干、余江、东乡、临川区、进贤、丰城市、樟树市、南昌县、新建、永修、德安、星子、九江县诸县市区，面积约2万平方千米。水网密集，湖泊众多。是重要的商品粮基地。